# Europaspiele 2023/Teilnehmer (Türkei)
| Gelbes Symbol für Goldmedaillen mit stilisierten Olympischen Ringen | Graues Symbol für Silbermedaillen mit stilisierten Olympischen Ringen | Braundes Symbol für Bronzemedaillen mit stilisierten Olympischen Ringen |
| ------------------------------------------------------------------- | --------------------------------------------------------------------- | ----------------------------------------------------------------------- |
| 9                                                                   | 9                                                                     | 20                                                                      |

Die Türkei nahm mit 193 Athleten an den Europaspielen 2023 in Krakau teil.

## Medaillengewinner
| Name/n | Sportart          | Wettkampf                                             |
| --- | ----------------- | ----------------------------------------------------- |
| Gold |                   |                                                       |
| Eray Şamdan | Karate            | Kumite Männer, Klasse bis 60 kg                       |
| İsmail Keleş | Schießen          | 10 m Luftpistole Männer                               |
| Buse Naz Çakıroğlu | Boxen             | Halbfliegengewicht (bis 50 kg) Frauen                 |
| Busenaz Sürmeneli | Boxen             | Weltergewicht (bis 66 kg) Frauen                      |
| Emine Arslan | Kickboxen         | Vollkontakt Federgewicht (bis 52,0 kg) Frauen         |
| Gülistan Turan | Muay Thai         | Fliegengewicht (bis 51 kg) Frauen                     |
| Bediha Tacyıldız | Muay Thai         | Halbweltergewicht (bis 63,5 kg) Frauen                |
| Sude Yaren Uzunçavdar | Taekwondo         | Mittelgewicht (bis 73 kg) Frauen                      |
| Nafia Kuş | Taekwondo         | Schwergewicht (über 73 kg) Frauen                     |
| Silber |                   |                                                       |
| Samet Gümüş | Boxen             | Fliegengewicht (bis 51 kg) Männer                     |
| Ali Sofuoğlu | Karate            | Kata Männer                                           |
| Necati Er | Leichtathletik    | Dreisprung Männer                                     |
| Tuğba Danışmaz | Leichtathletik    | Dreisprung Frauen                                     |
| Sercan Koç | Muay Thai         | Leichtgewicht (bis 60 kg) Männer                      |
| Kübra Kocakuş | Muay Thai         | Leichtgewicht (bis 60 kg) Frauen                      |
| Buğra Selimzade İsmail Keleş Yusuf Dikeç | Schießen          | 10 m Luftpistole Mannschaft Männer                    |
| Dilara Kızılsu Rümeysa Pelin Kaya Safiye Sarıtürk Temizdemir                                                                                                   | Schießen          | Trap Mannschaft Frauen                                |
| Merve Dinçel | Taekwondo         | Fliegengewicht (bis 49 kg) Frauen                     |
| Bronze |                   |                                                       |
| Tuğrulhan Erdemir | Boxen             | Halbmittelgewicht (bis 71 kg) Männer                  |
| Hatice Akbaş | Boxen             | Bantamgewicht (bis 54 kg) Frauen                      |
| Gizem Özer | Boxen             | Leichtgewicht (bis 60 kg) Frauen                      |
| Serap Özçelik | Karate            | Kumite Frauen, Klasse bis 50 kg                       |
| Tuba Yakan | Karate            | Kumite Frauen, Klasse bis 55 kg                       |
| Gülbahar Gözütok | Karate            | Kumite Frauen, Klasse bis 61 kg                       |
| Cevat Kır | Kickboxen         | Point Fighting (Halbschwergewicht bis 84,0 kg) Männer |
| Recep Men | Kickboxen         | Leichtkontakt Mittelgewicht (bis 79,0 kg) Männer      |
| Funda Güleç | Kickboxen         | Point Fighting Mittelgewicht (bis 60,0 kg) Frauen     |
| Mehmet Çelik | Leichtathletik    | 800 m Männer                                          |
| İsmail Nezir | Leichtathletik    | 400 m Hürden Männer                                   |
| Enis Yunusoğlu | Muay Thai         | Halbschwergewicht (bis 81 kg) Männer                  |
| Ezgi Keleş | Muay Thai         | Bantamgewicht (bis 54 kg) Frauen                      |
| Derin Aralp Duru Kanberoğlu Ayda Salepçioğlu Ece Sokullu Nil Talu Selin Telci Ece Üngör Dila Yıldız Esranur Yirmibeş İsra Yüksel Melek Akay Cansın Kütükçüoğlu | Synchronschwimmen | Mannschaft Kombination                                |
| Emre Ateşli | Taekwondo         | Schwergewicht (über 87 kg) Männer                     |
| Hüseyin Kartal | Taekwondo         | Weltergewicht (bis 80 kg) Männer                      |
| Hatice Kübra İlgün | Taekwondo         | Federgewicht (bis 57 kg) Frauen                       |
| Hazal Burun | Bogenschießen     | Compoundbogen Einzel, Frauen                          |
| Emircan Haney | Bogenschießen     | Compoundbogen Einzel, Männer                          |
| Erman Eltemur | Karate            | Kumite Männer, Klasse bis 75 kg                       |

## Teilnehmer nach Sportart

### Badminton
- Emre Lale
- Neslihan Yiğit

### Bogenschießen
- Ezgi Başaran
- Hazal Burun
- Gülnaz Coşkun
- Mete Gazoz
- Emircan Haney
- Zeynep Köse

### Boxen
- Berat Acar
- Samet Gümüş
- Batuhan Çiftçi
- Bilge Kağan Kanlı
- Tuğrulhan Erdemir
- Kaan Aykutsun
- Uğur Aydemir
- Buse Naz Çakıroğlu
- Busenaz Sürmeneli
- Hatice Akbaş
- Ayşe Taşkın
- Gizem Özer
- Büşra Işıldar

### Fechten
- Halis Elibol
- Alp Eyüboğlu
- Enver Yıldırım
- Tolga Aslan
- Furkan Yaman
- Ahmet Taflan
- Aleyna Ertürk
- Nisanur Erbil
- Iryna Shchukla
- Begüm Alkaya
- Nil Güngör

### Judo
- Bayram Kandemir
- Umalt Demirel
- Ömer Aydın
- Munir Ertuğ
- Hasret Bozkurt
- Ayşenur Budak
- Fidan Ögel
- Minel Akdeniz
- Kürbanur Esir
- Hilal Öztürk

### Kanu

#### Kanurennsport
- Hilal Avcı
- Resül Aydın
- Emircan Ayaklı
- Taha Usta

#### Kanuslalom
- Mustafa Acar
- Tarık Tuğcu
- Muhammet Usta
- Emir Yazıcı
- Yusuf Ertek

### Karate

#### Kata
- Dilara Bozan
- Ali Sofuoğlu

#### Kumite
- Eray Şamdan
- Burak Uygur
- Erman Eltemur
- Fatih Şen
- Serap Özçelik Arapoğlu
- Tuba Yakan
- Gülbahar Gözütok

### Kickboxen
- Emrah Yaşar
- Nurettin Diler
- Recep Men
- Ferit Özdemir
- Cevat Kır
- Emine Arslan
- Büşra Demirayak
- Sabriye Gür
- Afra Adıyaman
- Aybüke Kılınç
- Funda Güleç
- Fatmanur Karagöz

### Leichtathletik
| Wettbewerb  | Wettbewerb | Punkte | Punkte | Punkte | Punkte | Punkte | Punkte | Punkte     | Punkte    | Punkte    | Punkte      | Punkte           | Punkte      | Punkte    | Punkte     | Punkte     | Punkte         | Punkte     | Punkte     | Punkte     | Punkte | Rang |
| Wettbewerb  | Wettbewerb | 100 m  | 200 m  | 400 m  | 800 m  | 1500 m | 5000 m | 110 m Hü.* | 400 m Hü. | 4 × 100 m | 4 × 400 m** | 3000 m Hindernis | Kugelstoßen | Speerwurf | Hammerwurf | Diskuswurf | Stabhochsprung | Hochsprung | Dreisprung | Weitsprung | Gesamt | Rang |
| ----------- | ---------- | ------ | ------ | ------ | ------ | ------ | ------ | ---------- | --------- | --------- | ----------- | ---------------- | ----------- | --------- | ---------- | ---------- | -------------- | ---------- | ---------- | ---------- | ------ | ---- |
| 1. Division | Männer     | 8      | 4      | 3      | 14     | 5      | 10     | 7          | 15        | 10        | 4           | 0                | 3           | 8         | 7          | 6          | 6              | 11         | 15         | 2          | 245    | 15   |
| 1. Division | Frauen245  | 1      | 2      | 2      | 4      | 5      | 4      | 7          | 2         | 6         | 4           | 13               | 7           | 10        | 5          | 6          | 2              | 13         | 16         | 2          | 245    | 15   |

* Die Frauen traten über 100 m Hürden, statt 110 m Hürden an.
** Die 4 × 400 m waren ein Mixed-Wettkampf.

#### Einzelresultate
| Wettbewerb       | Männer                                                 | Männer          | Männer | Männer      | Frauen                                             | Frauen          | Frauen | Frauen      |
| Wettbewerb       | Athlet                                                 | Ergebnis        | Rang   | Rang Gesamt | Athletin                                           | Ergebnis        | Rang   | Rang Gesamt |
| ---------------- | ------------------------------------------------------ | --------------- | ------ | ----------- | -------------------------------------------------- | --------------- | ------ | ----------- |
| 100 m            | Kayhan Özer                                            | 10,32 s         | 09     | 11          | Elif Polat                                         | 11,84 s         | 16     | 34          |
| 200 m            | Batuhan Altıntaş                                       | 21,19 s         | 13     | 25          | Simay Özçiftçi                                     | 23,77 s PB      | 15     | 28          |
| 400 m            | İlyas Çanakçı                                          | 47,23 s         | 14     | 27          | Eda Nur Tulum                                      | 53,52 s PB      | 15     | 25          |
| 800 m            | Mehmet Çelik                                           | 1:46,84 min PB  | 03     | Bronze      | Tuğba Toptaş                                       | 2:03,63 min PB  | 13     | 22          |
| 1500 m           | İbrahim Erata                                          | 3:43,55 min     | 12     | 20          | Şilan Ayyıldız                                     | 4:16,06 min     | 12     | 19          |
| 5000 m           | Ramazan Özdemir                                        | 14:00,71 min SB | 07     | 11          | Fatma Karasu                                       | 15:56,63 min PB | 13     | 22          |
| 110/100 m Hürden | Mikdat Sevler                                          | 13,82 s         | 10     | 13          | Şevval Ayaz                                        | 13,33 s SB      | 10     | 21          |
| 400 m Hürden     | İsmail Nezir                                           | 48,84 s EU23L   | 02     | Bronze      | Gülşah Cebeci                                      | 1:02,52 min     | 15     | 35          |
| 3000 m Hindernis | Turgay Bayram                                          | DSQ             | DSQ    | DSQ         | Tuğba Güvenç                                       | 9:47,31 min     | 04     | 08          |
| 4 × 100 m        | Ertan Özkan Kayhan Özer Batuhan Altıntaş Ramil Guliyev | 38,96 s SB      | 07     | 07          | Sıla Koloğlu Şevval Ayaz Simay Özçiftçi Elif Polat | 44,74 s SB      | 11     | 18          |
| Kugelstoßen      | Nuh Bolat                                              | 17,93 m         | 14     | 29          | Sinem Yıldırım                                     | 15,76 m         | 10     | 14          |
| Speerwurf        | Emin Öncel                                             | 74,18 m         | 09     | 15          | Esra Türkmen                                       | 55,32 m         | 07     | 15          |
| Hammerwurf       | Halil Yılmazer                                         | 69,30 m         | 10     | 17          | Tuğçe Şahutoğlu                                    | 61,92 m         | 12     | 21          |
| Diskuswurf       | Ömer Şahin                                             | 57,75 m         | 11     | 20          | Nurten Mermer                                      | 50,89 m         | 11     | 22          |
| Stabhochsprung   | Ersu Şaşma                                             | 5,45 m          | 11     | 11          | Buse Arıkazan                                      | 4,10 m          | 15     | 20          |
| Hochsprung       | Ali Eren Ünlü                                          | 2,20 m          | 06     | 10          | Buse Savaşkan                                      | 1,87 m          | 04     | 09          |
| Dreisprung       | Necati Er                                              | 16,71 m SB      | 02     | Silber      | Tuğba Danışmaz                                     | 14,16 m NR      | 01     | Silber      |
| Weitsprung       | Necati Er                                              | 7,10 m          | 15     | 35          | Ecem Çalağan                                       | 5,95 m          | 15     | 29          |

| Wettbewerb | Mixed                                               | Mixed          | Mixed | Mixed       |
| Wettbewerb | Athleten                                            | Ergebnis       | Rang  | Rang Gesamt |
| ---------- | --------------------------------------------------- | -------------- | ----- | ----------- |
| 4 × 400 m  | İlyas Çanakçı Eda Nur Tulum Oğuzhan Kaya Elif Polat | 3:20,01 min SB | 13    | 21          |

Ersatz: Mizgin Ay, Mustafa Ay

### Moderner Fünfkampf
- Buğra Ünal
- Tolga Topaklı
- Kıvanç Taşyaran
- Dora Nusretoğlu
- İlke Özyüksel
- İpek Akşin
- Yaren Nur Polat
- Sidal Aslan

### Muay Thai
- Sercan Koç
- Enis Yunusoğlu
- Gülistan Turan
- Ezgi Keleş
- Kübra Kocakuş
- Bediha Taçyıldız

### Radsport

#### Mountainbike
- Zeki Kaygısız
- Süleyman Temel
- Emre Yavuz

### 7er-Rugby
| Wettbewerb        | Frauen |
| ----------------- | --- |
| Athleten          | Ayça Akçınar Gamze Aksoy Gülnur Sak Fatmanur Diril Mihriban Akut Nazlıcan Erdoğan Melike Şahan Köse Gülşah Çakmak Saime Zeynep Aydın Vahide Kahraman Hülya Ataşçı Sedanur Bolat Nermin Cem |
| Trainer           | Cherokee Sylvain Ngue |
| Gruppenphase      | Polen 0:50 Deutschland 5:31 Portugal 5:36 |
| Platzierungsrunde | Schweden 7:10 |
| Spiel um Platz 11 | Norwegen 5:10 |
| Halbfinale        | ausgeschieden |
| Finale            | ausgeschieden |
| Rang              | 12 |

### Schießen
- Yusuf Dikeç
- İsmail Keleş
- Buğra Selimzade
- Ahmet Bayrak
- Mert Nalbant
- Ömer Akgün
- Özgür Varlık
- Oğuzhan Tüzün
- Nedim Tunçer
- Alp Kızılsu
- Şevval Tarhan
- Nur Balkancı
- Sena Can
- Aylin Sarmat
- Safiye Sarıtürk Temizdemir
- Rümeysa Pelin Kaya
- Dilara Kızılsu

### Skispringen
- Muhammed Ali Bedir
- Muhammet İrfan Çintımar
- Fatih Arda İpcioğlu

### Synchronschwimmen
| Athlet | Wettbewerb             | Qualifikation | Qualifikation | Finale   | Finale | Rang   |
| Athlet | Wettbewerb             | Punkte        | Rang          | Punkte   | Rang   | Rang   |
| --- | ---------------------- | ------------- | ------------- | -------- | ------ | ------ |
| Offen |                        |               |               |          |        |        |
| Derin Aralp Duru Kanberoğlu Ayda Salepçioğlu Ece Sokullu Nil Talu Selin Telci Ece Üngör Dila Yıldız Esranur Yirmibeş İsra Yüksel Melek Akay Cansın Kütükçüoğlu | Mannschaft Kombination | —             | —             | 135,7999 | 3      | Bronze |
| Nil Talu Esranur Yirmibeş | Duett techn. Programm  | —             | —             | 157,7500 | 17     | 17     |

### Taekwondo
- Emre Kutalmış Ateşli
- Enbiya Taha Biçer
- Ömer Faruk Dayıoğlu
- Merve Dinçel
- Hatice Kübra İlgün
- Hüseyin Kartal
- Ferhat Can Kavurat
- İkra Kayır
- Nafia Kuş
- Görkem Polat
- Hakan Reçber
- Sude Yaren Uzunçavdar
- Sıla Ezgi Yağcı
- Rukiye Yıldırım
- Muhammed Emin Yıldız

### Tischtennis
- Sibel Altınkaya
- İbrahim Gündüz
- Özge Yılmaz

### Triathlon
- Gultigin Er
- Sinem Tous Servera